# النمر الرابض والتنين الخفي
النمر الرابض والتنين الخفي (بالإنجليزية: Crouching Tiger, Hidden Dragon)‏ هو فيلم تم إنتاجه وعرضه عام 2000 في الصين وهونغ كونغ وتايوان وأمريكا.

## القصة
تدور أحداث الفيلم في سياق درامي أسطوري. في بدايات القرن التاسع عشر، يقرر معلم الفنون القتالية (لي مو باي) أن يعتزل، ويمضي بقية حياته في تأمل وهدوء، وعلى الرغم من ذلك، فهو يرغب في الانتقام من (جيد فوكس) قاتل معلمه. يقوم بإعطاء سيفه؛ الذي يعود تاريخ صنعه لأكثر من 400 عام، إلى صديقته وحبيبته (يو شو لين) حتى تقوم بتوصيله إلى سير تي. تصل يو إلى بكين، وتقابل جين المرحة والمنطلقة. تتعقد الأحداث عندما تتم سرقة السيف، وتكون هذه هي البداية للعديد من الصراعات والمفاجآت.

## روابط خارجية
- النمر الرابض والتنين الخفي على موقع IMDb (الإنجليزية)
- النمر الرابض والتنين الخفي على موقع ميتاكريتيك (الإنجليزية)
- النمر الرابض والتنين الخفي على موقع الموسوعة البريطانية (الإنجليزية)
- النمر الرابض والتنين الخفي على موقع روتن توميتوز (الإنجليزية)
- النمر الرابض والتنين الخفي على موقع نتفليكس (الإنجليزية)
- النمر الرابض والتنين الخفي على موقع ألو سيني (الفرنسية)
- النمر الرابض والتنين الخفي على موقع Turner Classic Movies (الإنجليزية)
- النمر الرابض والتنين الخفي على موقع أول موفي (الإنجليزية)
- النمر الرابض والتنين الخفي على موقع بوكس أوفيس موجو (الإنجليزية)
- النمر الرابض والتنين الخفي على موقع فيلمافينيتي (الإسبانية)